# Armadillidium klugii
Armadillidium klugii es una especie de Armadillidium balcánica basada en Dalmacia, menos conocida y rara, que se distingue por su coloración que se asemeja a las marcas rojas de la viuda negra mediterránea Latrodectus tredecimguttatus. Probablemente se trata de una especie de mimetismo, para ahuyentar a los depredadores que confunden al inofensivo animal con una araña venenosa.
Debido a sus manchas rojas, amarillas o blancas, a menudo se le llama el "isópodo payaso". Los entusiastas de los insectos e isópodos generalmente los encuentran vendidos como A. klugii Montenegro o variaciones del mismo.

## Distribución y Habitad
El área de distribución de Armadillidium klugii se encuentra a lo largo de la costa del mar Adriático, que se extiende desde Croacia hasta Montenegro. La mayoría de los registros de A. klugii se agrupan en Dalmacia, en el extremo norte de su distribución, pero se han reportado 5 especímenes en el sur de Albania y el oeste de Grecia.